# Alondra de la Parra

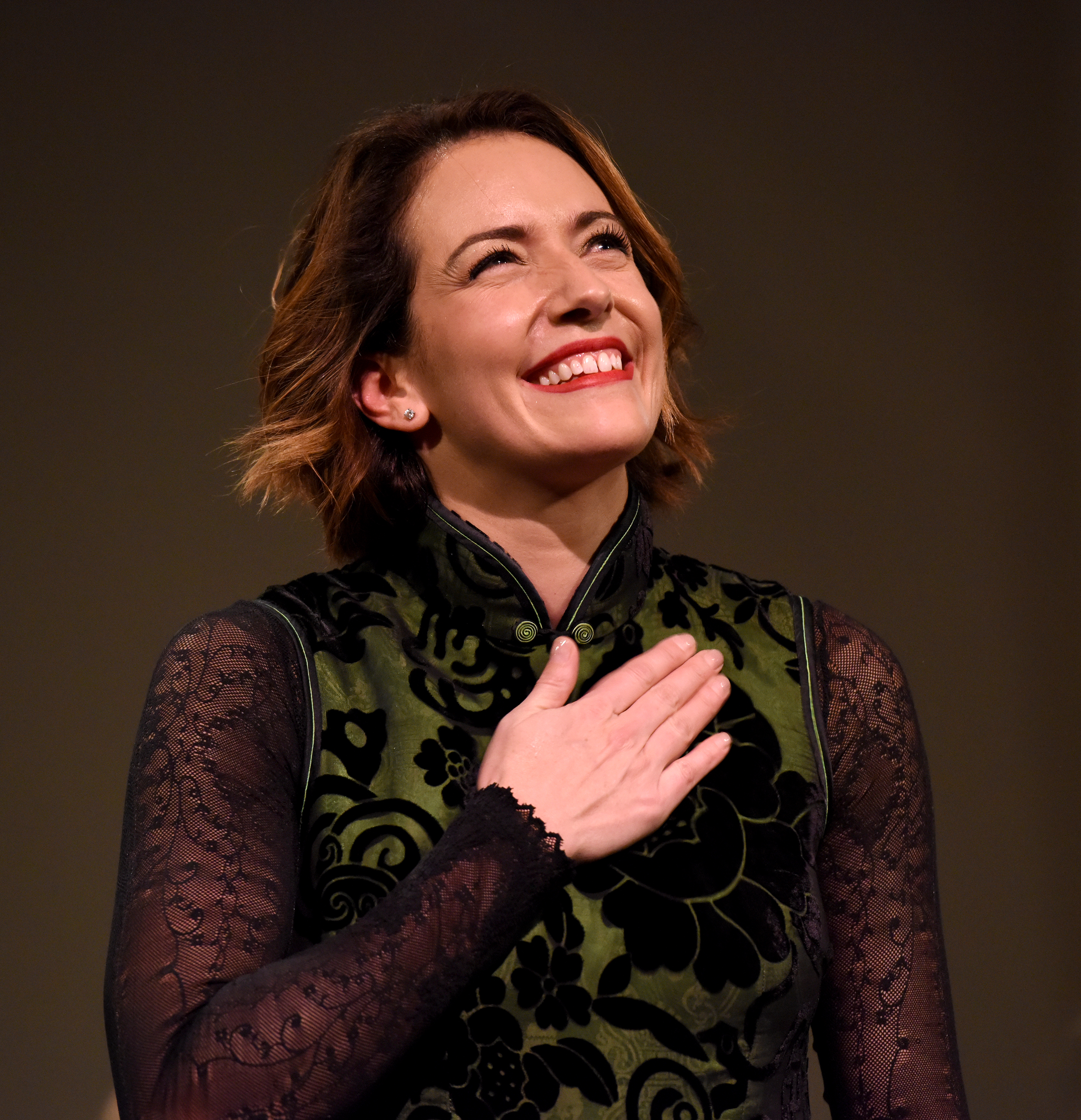
Alondra de la Parra, 2014

Alondra de la Parra (New York, 31 oktober 1980) is een Mexicaans-Amerikaanse dirigent en de huidige muzikaal directeur van het Queensland Symphony Orchestra. Daarmee is ze de eerste vrouwelijke chef-dirigent van een symfonieorkest in de Australische geschiedenis. De la Parra is eveneens cultureel ambassadeur van Mexico.
Ze is de dochter van schrijver Manelick de la Parra en de sociologe Graciela Borja. De la Parra begon op jonge leeftijd met piano en cello. Op haar dertiende raakte ze ook geïnteresseerd in het dirigeren. Ze studeerde compositie aan het Center of Research and Musical Studies (CENIDIM) in Mexico City. Op 19-jarige leeftijd keerde ze terug naar New York, om piano en directie te studeren aan de Manhattan School of Music. Ze behaalde een Bachelor of Music in Piano Performance. Verder studeerde ze directie onder onder meer Marin Alsop, Charles Dutoit en Kurt Masur. Later was ze bijvoorbeeld leerling-dirigent bij het Amsterdam Symphony Orchestra.
In mei 2015 had De la Parra een eerste gastoptreden bij het Queensland Symphony Orchestra. In oktober 2015 van dat jaar werd haar benoeming tot allereerste vrouwelijke chef-dirigent bekend, een functie die ze van 2017 tot 2019 bekleedde. Elk jaar stond ze 14 weken voor het orkest.
In seizoen 2019/20 vierde ze haar debuut in Wenen in het Wiener Musikverein met het ORF Radio-Symphonieorchester Wien. In die periode leidde zij ook het Orchestre Philharmonique du Luxembourg in de Philharmonie Luxembourg tijdens een optreden van de Frans-Mexicaans operazanger Rolando Villazón. Ook dirigeerde ze het hr-Sinfonieorchester, het te Frankfurt am Main gevestigde symfonieorkest van de Hessischer Rundfunk. Met Staatskapelle Dresden deed ze het kerstconcert 2019 in de Frauenkirche in Dresden, uitgezonden door de Duitse tv-zender ZDF. Zij dirigeerde meermaals het Orchestre de Paris. Op 27 Januari 2022 dirigeerde ze de Bolero van Maurice Ravel, gespeeld door het WDR Sinfonieorchester in de Kölner Philharmonie, een concertzaal in Keulen. 
In 2019 werd De la Parra in de documentaire-film La Maestra geportretteerd als jonge studente tijdens een workshop met haar mentor Kurt Masur. In 2003 richtte De la Parra haar eigen ensemble op, in opdracht van het Mexicaanse consulaat, dat De la Parra vroeg om een concert met Mexicaanse muziek te produceren voor het Mexico Now Festival. Het 65 leden tellende Mexicaans-Amerikaanse orkest werd in 2004 omgedoopt tot la Filarmónica de las Américas. Met dit gezelschap toerde ze door Mexico en maakte ze cd-opnames.  
De la Parra is een alleenstaande moeder met twee zoons. Lange tijd was ze de enige dirigente die tevens moeder was. Dit is inmiddels ook het geval met haar collega-dirigentes Karina Canellakis, Simone Young, de Australische chef-dirigent van het Sydney Symphony Orchestra, die getrouwd is met Greg Condon en twee dochters heeft en met de Duitse Joana Mallwitz, chef-dirigent van het Staatstheater Nürnberg die gehuwd is met de tenor Simon Bode en in oktober 2021 hun eerste kind kreeg. 